# سهم من از زندگی
سهم من از زندگی فیلمی به کارگردانی  و نویسندگی حجت الله سیفی ساختهٔ سال ۱۳۸۹ است.

## بازیگران
- پوریا ملکی ملایری
- ابوالقاسم کوشا
- محمدرضا عطایی فر
- رحیم شاه مرادخانی
- محمد حاج حسینی